# Maison Gustafsson
La maison Gustafsson est une maison classée située dans le centre historique de la ville de Herve en Belgique (province de Liège). 

## Localisation
Cette maison est située à Herve, au no 16 de la rue du Marché, une des plus anciennes voiries de la ville.

## Historique
Cette demeure a été construite pendant la seconde moitié du XVIIIe siècle. Elle prend le nom de maison Gustafsson lorsque le comte Adolphe Gustafsson, fils illégitime du roi de Suède Gustave IV Adolphe, y réside. La maison est restaurée en 2016.

## Description
La façade possède huit travées et trois niveaux (deux étages) et est bâtie en brique enduite avec les encadrements des baies en pierre calcaire. Toutes les baies sont jointives. Les linteaux des vingt-trois baies vitrées sont constitués de quatre éléments trapézoïdaux et d'une originale clé de voûte dont la partie supérieure est concave. La porte d'entrée située sur la cinquième travée à partir de la gauche est surmontée d’une baie d’imposte et d'un linteau similaire à ceux des baies vitrées à l'exception de la clé de voûte qui est trilobée. En plus de la façade, la cage d'escalier et deux cheminées font aussi l'objet d'un classement.